# 棕颈啸鹟
棕颈啸鹟（学名：Aleadryas rufinucha），是啸鹟科棕颈啸鹟属的一种，分布于印度尼西亚和巴布亚新几内亚。该物种的保护状况被评为无危。
棕颈啸鹟的平均体重约为40.5克。栖息地包括亚热带或热带严重退化的前森林和亚热带或热带的湿润山地林。